# Vom Fass
Die Vom Fass AG ist ein Franchise-Unternehmen mit Sitz in Waldburg im Landkreis Ravensburg.

## Geschichte
Nachdem der gelernte Küfer Johannes Kiderlen das vom Vater übernommene Importunternehmen für Wein und Traubensaft weitergeführt hatte und eine Kette mit 25 Getränkemärkten aufgebaut hatte, begann er 1994, Weine, Spirituosen, Essige und Öle lose anzubieten, um sie für die Kunden vor Ort in Flaschen und Gefäße abzufüllen.
Das erste „Vom Fass“-Geschäft wurde am 23. März 1994 in Regensburg eröffnet. Im April 1994 kam ein Geschäft in Aalen, im Oktober eines in Landshut und im November eines in Nürnberg dazu. 1995 wurde das Unternehmen Vom Fass AG in Ravensburg gegründet, 2004 erfolgte der Umzug nach Waldburg.
Heute werden von der Vom Fass AG und ihren Franchisenehmern an über 250 Standorten in Belgien, Brasilien, Dänemark, Deutschland, Frankreich, Großbritannien, Hong Kong, Israel, Italien, Japan, Kanada, Kroatien, Lettland, Malaysia, Mexiko, Österreich, Philippinen, Schweiz, Singapur, Spanien, Thailand, Tschechien, Ungarn und den USA Geschäfte betrieben.
Der Deutsche Franchise-Verband zählt die Vom Fass AG zu den Top-Unternehmen der deutschen Franchisewirtschaft und den Branchenführern am Markt.

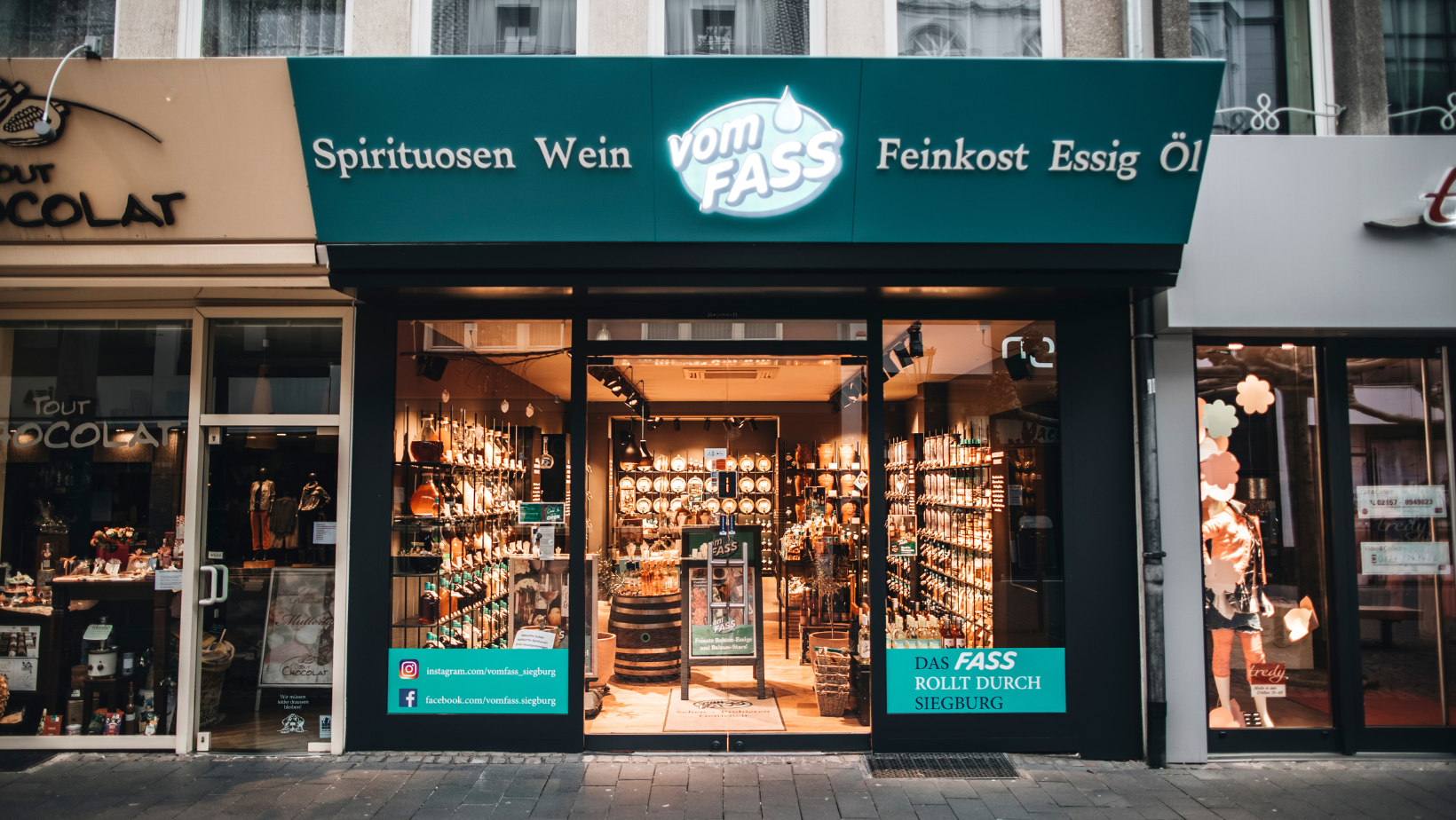
Vom Fass-Geschäft in Siegburg.
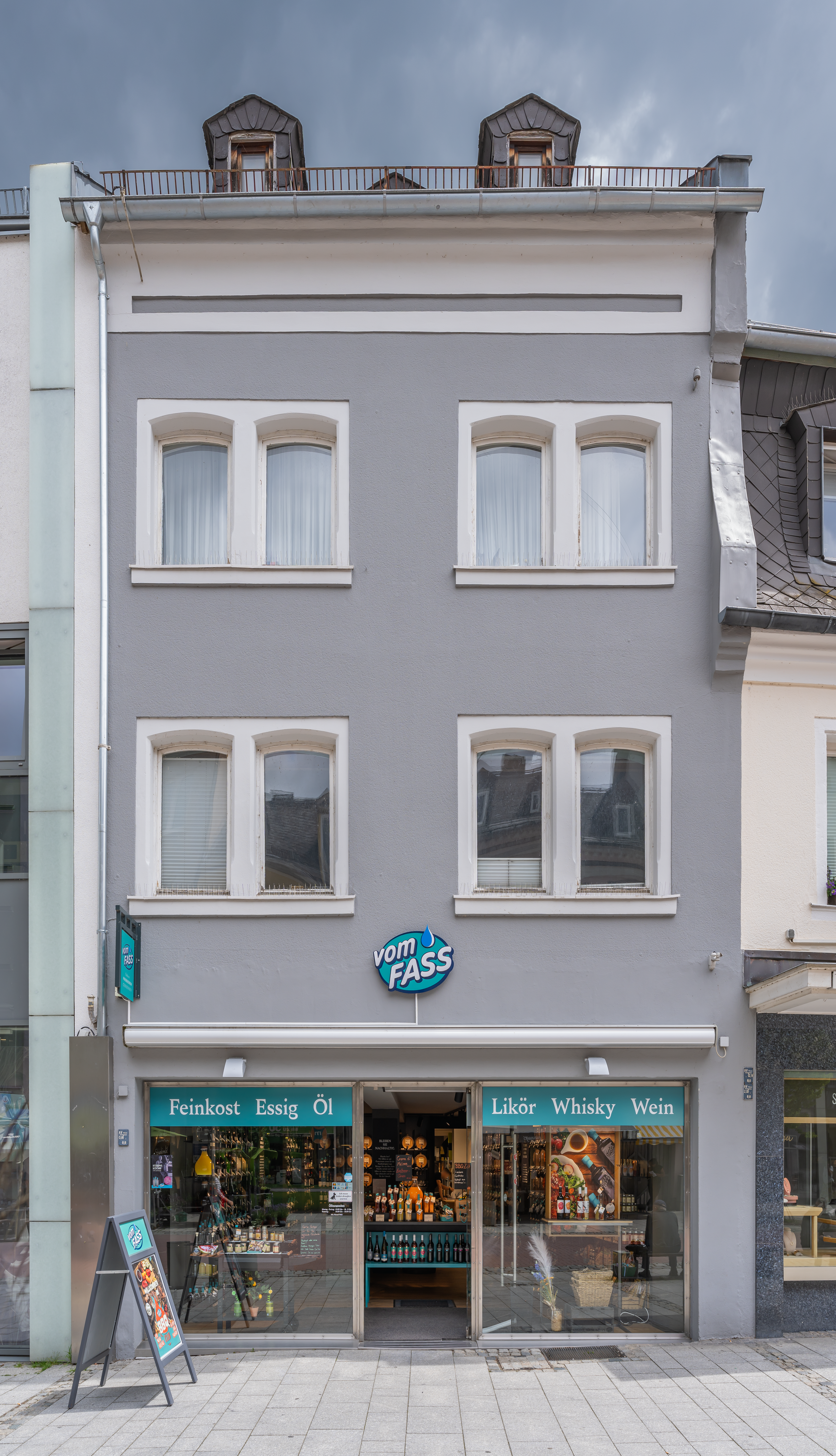
Vom Fass-Geschäft in Hof (Saale).
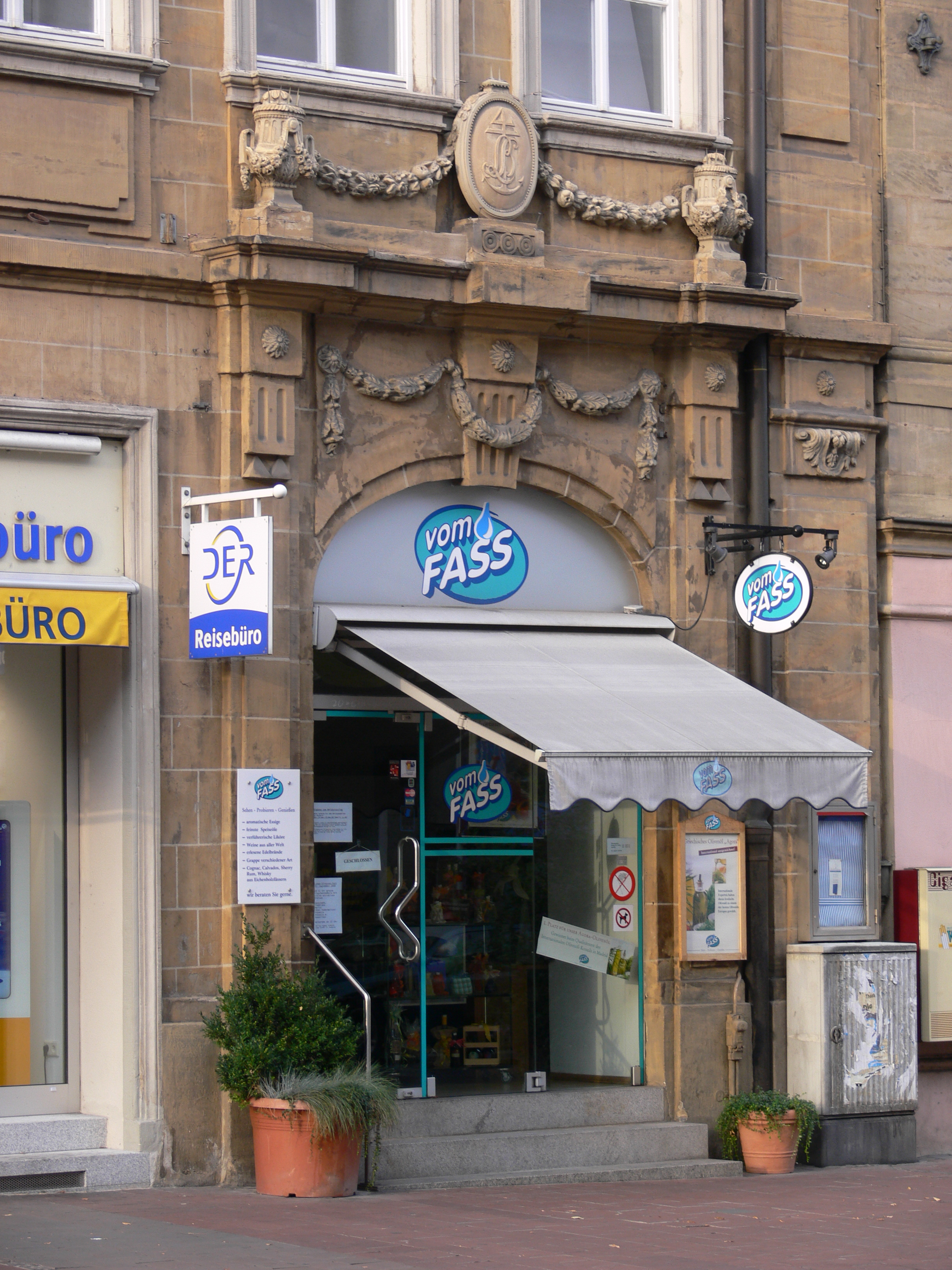
Vom Fass-Geschäft in Bamberg.
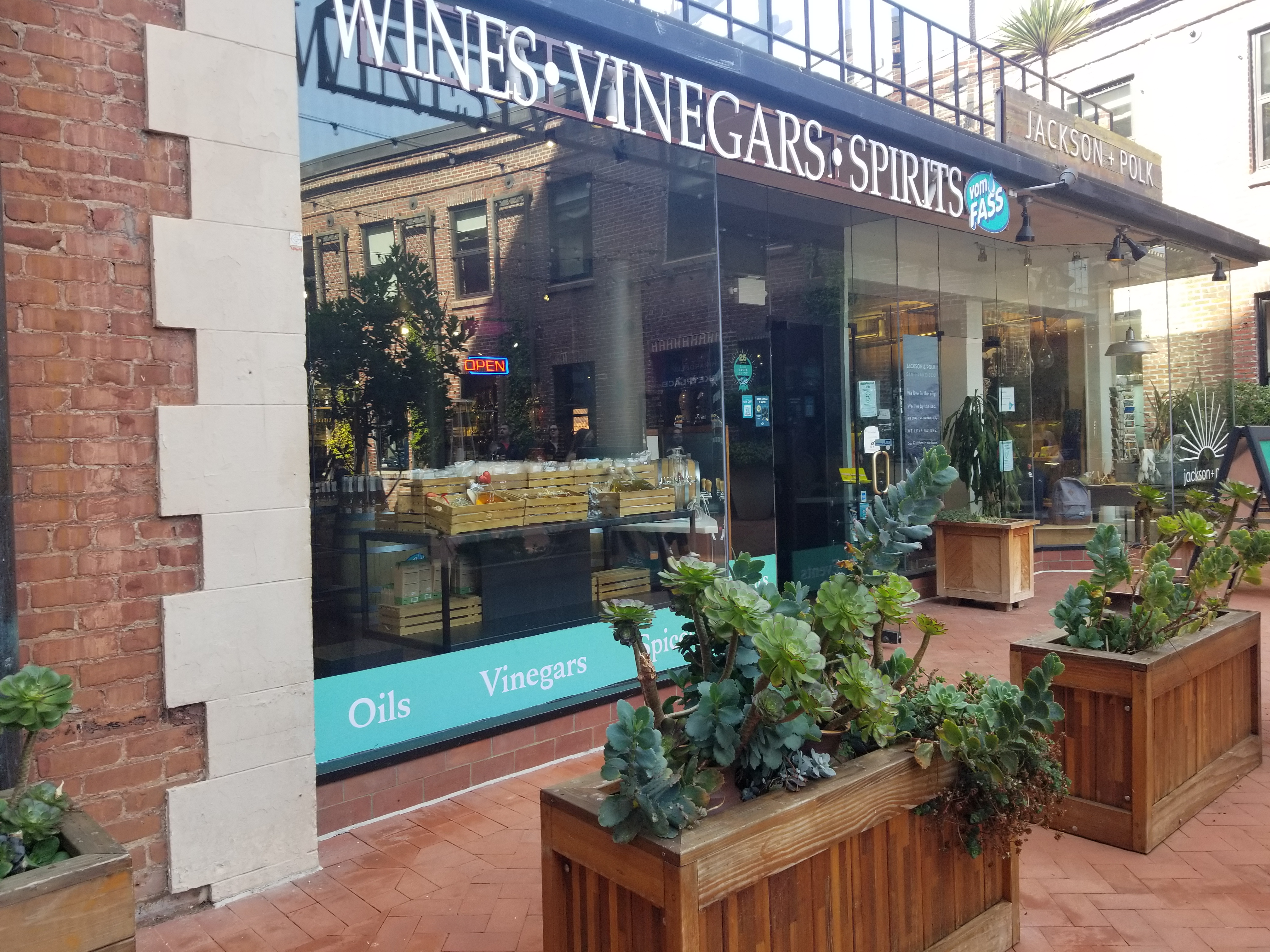
Vom Fass-Geschäft in San Francisco.

## Produkte
An Produkten haben die Kunden heute mehr als 100 verschiedene Essige, Liköre, Öle, Weine und Spirituosen zur Auswahl, die aus Fässern, Glasballons oder Tonkrügen verkauft werden. Die Produkte kommen aus 17 Ländern aus aller Welt. Die Menge und das Gefäß für die verkauften Produkte sind individuell vom Kunden frei wählbar. Neben dem Import und Verkauf der Waren betreibt das Unternehmen heute außerdem eine eigene Manufaktur für Essig und Säfte.

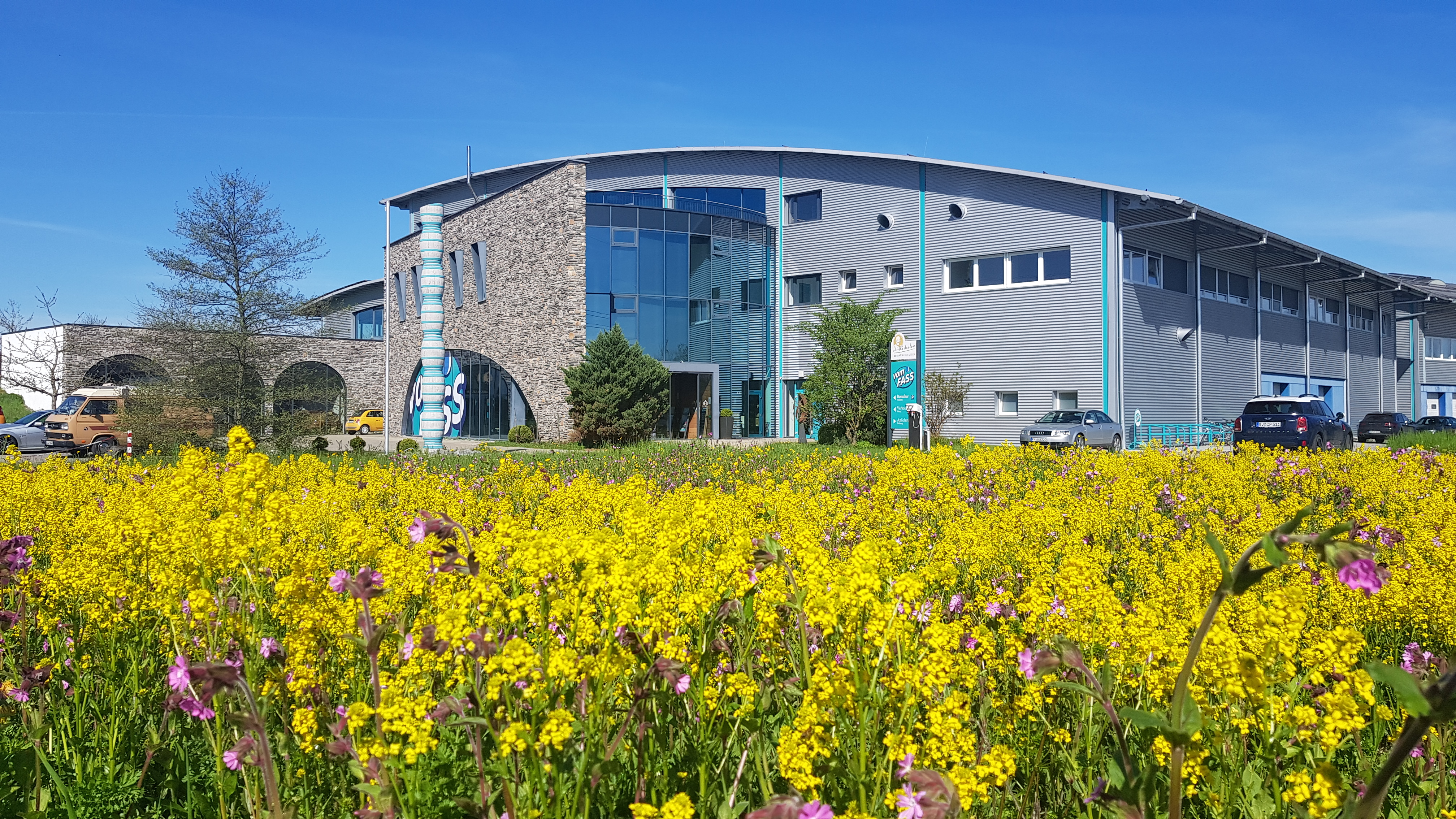
Zentrale der Vom Fass AG in Waldburg.

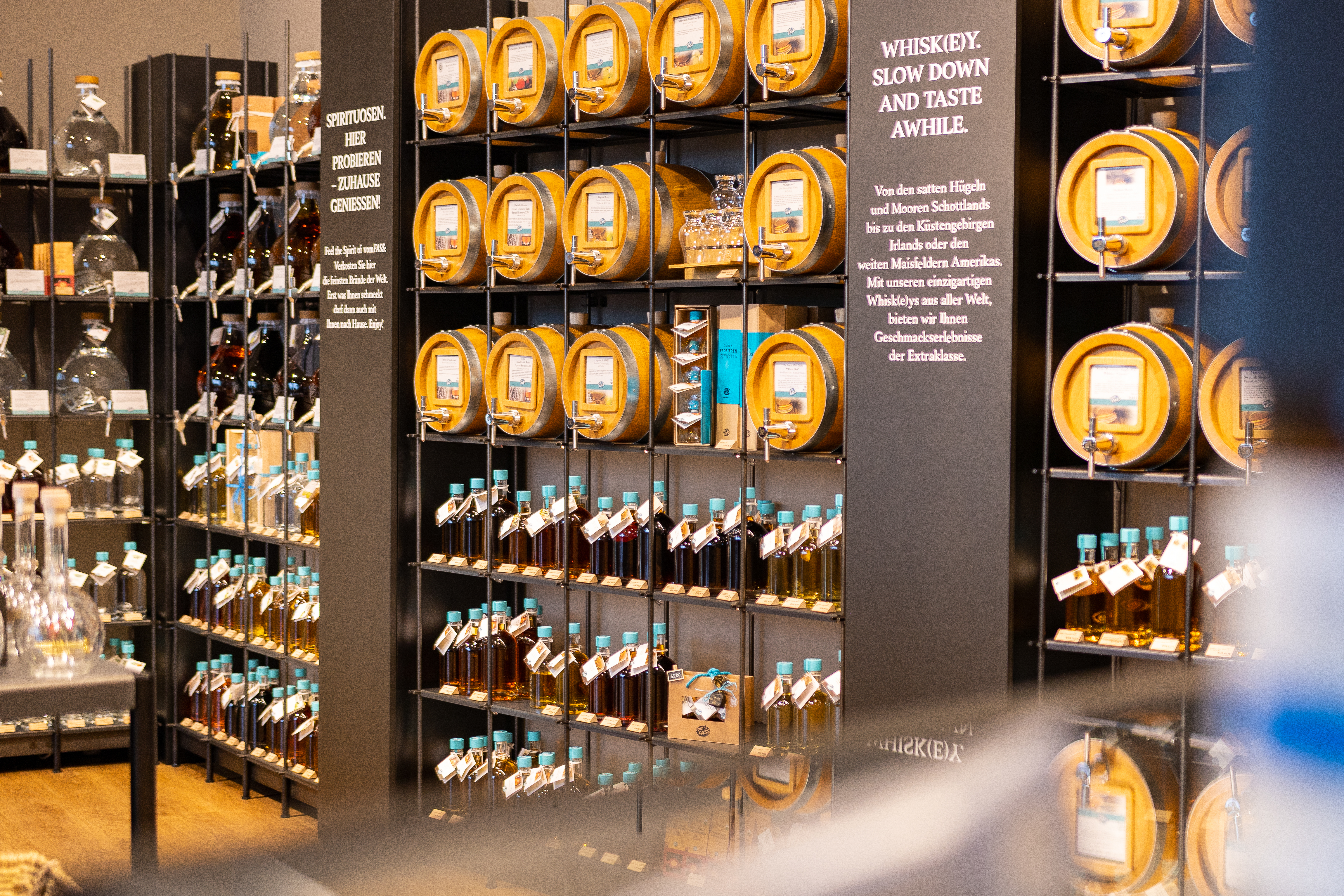
Die namensgebenden Holzfässer in einem typischen Vom Fass-Geschäft.

## Auszeichnungen
Am 21. April 2010 wurde das Unternehmen vom baden-württembergischen Wirtschaftsminister Ernst Pfister mit dem 1. Platz des „Zukunftspreis Handel Baden Württemberg 2010“ ausgezeichnet. Vom Unternehmensmagazin impulse wurde die Vom Fass AG 2010 zum „Der Franchisegeber des Jahres“ ausgezeichnet.
2023 gewann das Unternehmen sowohl den Nachhaltigkeitspreis des deutschen Franchiseverbandes, den Social and Green Award des österreichischen Franchiseverbands und den Sustainability Award der European Franchise Federation. 

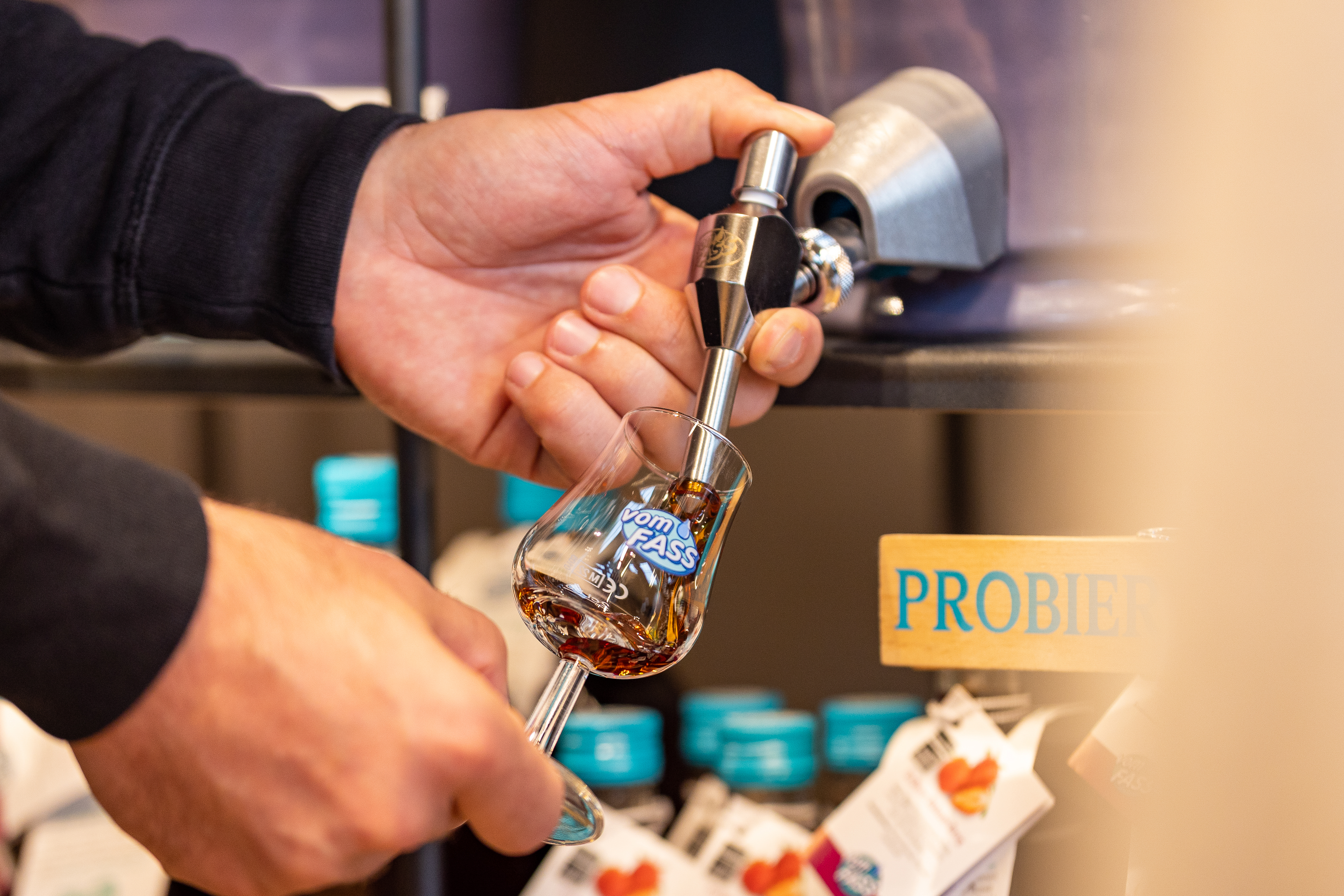
Die Produkte können in den Läden direkt verkostet werden.
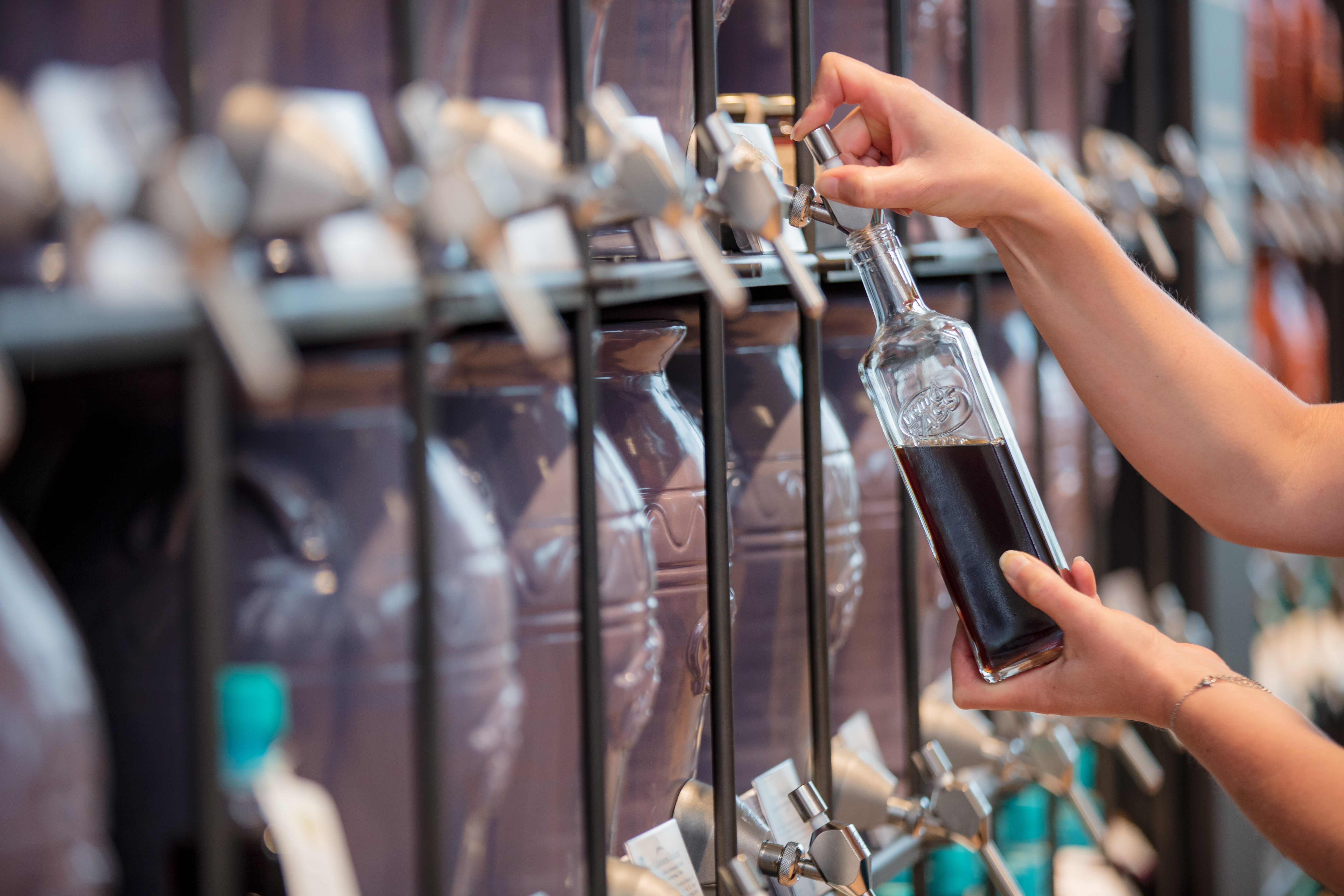
Durch das Wiederbefüllungskonzept, bei dem jede mitgebrachte Flasche aufgefüllt werden kann, werden Rohstoffe und CO2-Emissionen gespart.
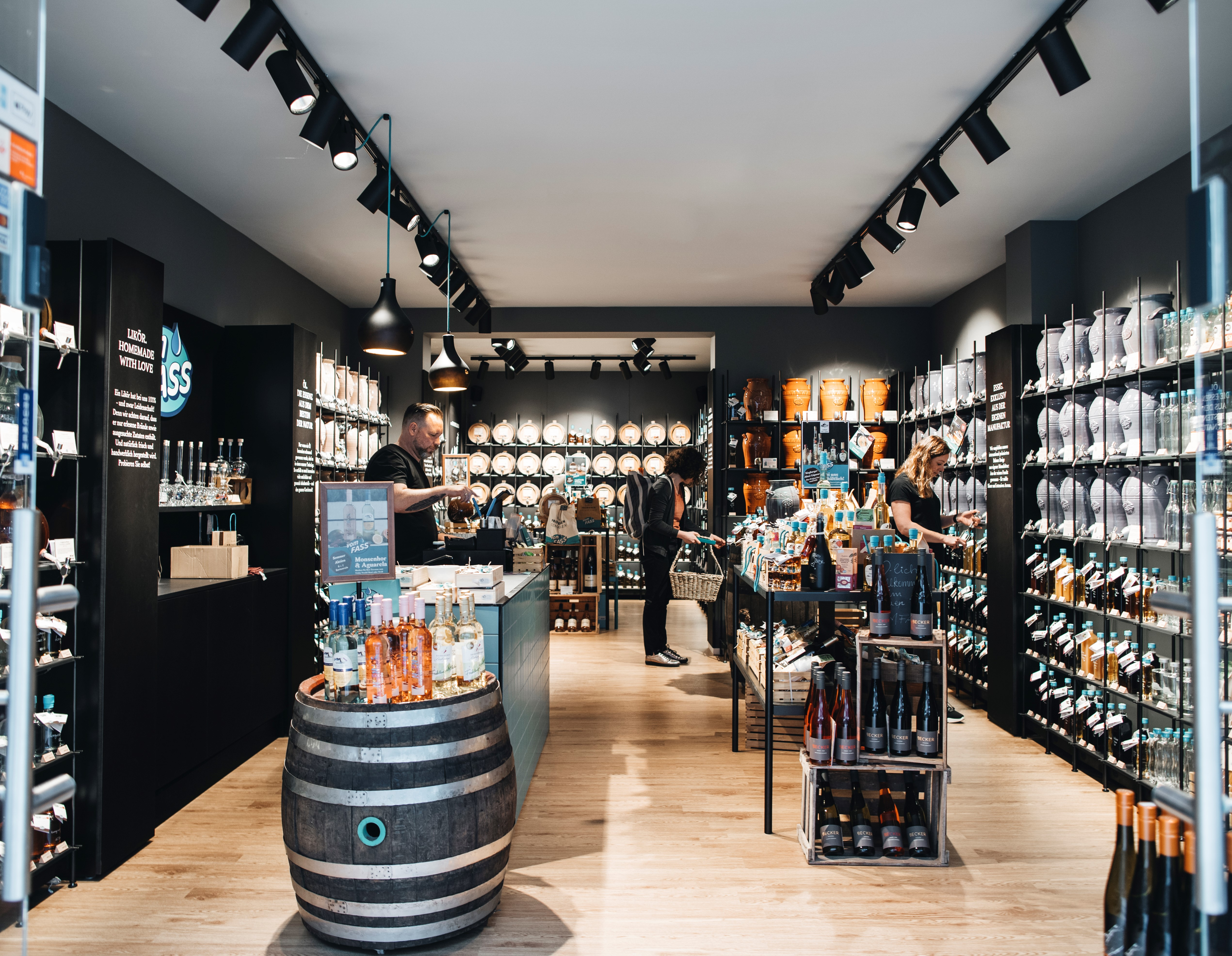
Typische Optik eines Vom Fass-Geschäfts.